# Biston jesoensis
Biston jesoensis là một loài bướm đêm trong họ Geometridae.